# Indergarh
Indergarh é uma cidade e uma nagar panchayat no distrito de Datia, no estado indiano de Madhya Pradesh. Acredita-se que, antigamente, o nome da cidade era Dard. O governante de Indergaon era  Indersen Jat. Após ter mandado construir um forte na cidade, deu-o o nome de Indergarh.

## Demografia
Segundo o censo de 2001, Indergarh tinha uma população de 14 596 habitantes. Os indivíduos do sexo masculino constituem 54% da população e os do sexo feminino 46%. Emdergarh tem uma taxa de literacia de 63%, superior à média nacional de 59,5%: a literacia no sexo masculino é de 71% e no sexo feminino é de 53%. Em Indergarh, 16% da população está abaixo dos 6 anos de idade.